# Ekstra Nina
Ekstra Nina, (Екстра Нина,) es una veterana cantante búlgara de Turbo-folk muy popular en su país y en otros países de los Balcanes. Su verdadero nombre es Nina Marinova Нина Мариновa.

## Biografía

### Inicios
Ekstra nina nace en la ciudad de Vraca el 5 de diciembre de 1968. Antes de dedicarse profesionalmente a la música, estuvo viviendo durante un tiempo en Serbia, donde conoció a varios artistas de Turbo-folk serbios en los que se inspiró directamente y con los que colaboró para la preparación y grabación de su primer álbum. Su debut, titulado Živote moj (Mi vida), fue grabado con Milena Records, una entonces exitosa discográfica hoy en día desaparecida a la que la cantante pertenecía gracias a un contrato. La acogida entre el público búlgaro de aquel disco fue muy buena hasta el punto en el que llegó a vender más de 170.000 copias convirtiéndose en uno de los álbumes más vendidos en la historia de Bulgaria.

### Carrera
Ljubov v Kletka (Amor en una celda), su segundo trabajo, fue grabado también con la misma compañía en 1996 y obtuvo un éxito similar al del disco anterior, sin embargo, su tercer Proyecto, titulado Zavtori oči (Cierra los ojos), no obtuvo el éxito esperado a pesar de que la canción que daba título al disco estuviese durante cuatro meses en la cabeza de la lista de éxitos búlgara.
En 1998, Ekstra Nina comienza a rodearse de nuevos colaboradores, y en septiembre de este año, rompe con su discográfica y entra a formar parte de Payner Music, una de los sellos discográficos más grandes y prestigiosos de Bulgaria, cuya producción está muy enfocada al Turbo-folk. Ese mismo año, lanza su cuarto álbum, Večna izmama (Mentira eterna), que fue masivamente promocionado por todo el país, lo cual pronto se notó en las ventas, pues de nuevo alcanzó la barrera de las 170.000 copias vendidas. A principios del año siguiente, la cantante lanza Su primer recopilatorio de baladas y en verano de 1999 aparece un nuevo álbum que fue titulado; Ekstra žena y que hasta la fecha, ha sido el disco que mejores ventas ha obtenido en la carrera de Ekstra Nina.
Con sus dos álbumes siguientes, la cantante comienza a interesarse por la música tradicional búlgara, por lo que empieza a colaborar con productores especializados en el folklore, solo a partir de finales del año 2001, la cantante vuelve a un sonido mucho más moderno, comenzando a experimentar con la música electrónica. Fruto de ese interés en la electrónica, aparece en el 2002, su octavo álbum titulado Devetnijat element.
La cantante, trató de representar a Bulgaria en el Festival de Eurovisión, en los años 2005 y 2006, enviando varios temas para las finales nacionales de esos años, aunque ninguna de sus canciones fue escogida, ya que muchos altos cargos de la BNT, televisión pública de Bulgaria, no veían en el Turbo-folk, un estilo apropiado para el festival.
Ekstra Nina, es famosa en algunos países vecinos, sobre todo en Serbia debido a su amistad personal y profesional con Boban Zdravković, un cantante de Turbo-folk famoso en todos los países balcánicos. También en Macedonia del Norte es conocida por su participación en el 2006 en el festival folclórico de Skopski filigrani, que se celebra cada año en Skopje.
Ekstra Nina también está relacionada, con otras figuras del Turbo-folk búlgaro como su hermana menor y también cantante Cvetelina o su otra hermana Valja, que también se dedica a la música.

### Receso
Tras su último álbum con Payner Music publicado en el año 2008, titulado Mâžko momiče, no tuvo la recepción esperada, la cantante cambió de discográfica y desde el año 2009 empieza a trabajar con Sunny Music, sello emergente al que pertenecen artistas como Azis o Sofi Marinova. A pesar de grabar nuevas canciones y de preparar un nuevo álbum, aquel proyecto nunca salió a la luz debido a pugnas con su discográfica.
Desde el año 2010, la cantante estuvo retirada de la industria discográfica, solamente retornando brevemente a este mundo en contadas ocasiones y siempre autopublicando sus canciones. 

### Retorno a la música
Tras casi una década alejada de la música, Ekstra Nina retornó a la industria musical en el año 2016, cuando volvió a trabajar a las filas de Payner Music ocho años después de su partida. Su álbum de regreso titulado Beljazani s ljubov (Sellado con amor), fue masivamente promocionado por el conocido sello discográfico y realizó varios conciertos por todo el país. 
Tres años después, en el 2019 de su regreso, la cantante vuelve a publicar un disco folclórico titulado Moma varnalijka (Madre de Varna), que fue publicado por Planeta Folk, la subdivisión folclórica de Payner Music.

## Discografía

### Álbumes de estudios
- Živote moj (Mi vida) (1996)
- Ljubov v kletka (Amor en una celda) (1997)
- Zatvori oči (Cierra los ojos) (1997)
- Večna izmama (Mentira eterna) (1998)
- Ekstra žena (Mujer extra) (1999)
- Dolu maskite (Abajo las máscaras) (2000)
- Bjala Kalina (Arbusto blanco) (2001)
- Devetijat element (El noveno elemento)(2002)
- Pozvoli mi (Déjame) (2003)
- Ot tuk započva ljubovta (Aquí comienza el amor) (2004)
- Makedonska svatba (Boda macedonia) (2007)
- Mâžko momiče (Chica masculina) (2008)
- Beljazani s ljubov (Sellado con amor) (2016)
- Moma varnalijka (Madre de Varna) (2019)

### Recopilatorios
- The Best ballads (1999)
- The best - Ljubovnica (2005)
- The best (2016)

### Singles no incluidos en ningún álbum
- Na koj celuvka na dadem
- Mlada rusa sâm žena
- Ljubov s nimfomanka
- Lej lej
- Kašona
- Dve obale
- Da, ama ne
- Cjalata nošt
- Bye bye momče
- Aman zaman
- Mamo le